# Filarete
Filarete (del griego Amigo de la Virtud), también conocido como Antonio Averlino, Antonio di Pietro Averlino o Antonio Averulino (Florencia, alrededor de 1400 - Roma?; 1469), fue un escultor, ingeniero, arquitecto y teórico de la arquitectura del Renacimiento.

## Trayectoria
«Filarete», como es conocido universalmente, nació probablemente en Florencia y comenzó su carrera artística en la misma ciudad, seguramente en el taller de Lorenzo Ghiberti. El papa Eugenio IV le hizo su primer encargo como escultor, que le llevaría doce años: las puertas centrales de bronce para la Basílica de San Pedro. Lo llevó a cabo entre los años 1433 y 1445; en esta obra Filarete esperaba rivalizar con las grandes puertas de bronce de Ghiberti para el baptisterio de la catedral de Florencia. En el siglo siguiente, las puertas de Filarete se conservaron cuando se demolió la vieja basílica de San Pedro y se reinstalaron en la nueva. 
Luego, recibiría encargos para mansiones en Florencia (1448) y Venecia de parte de personajes tan renombrados como Pedro de Cosme de Médici.
Dejó Roma para trabajar para Francesco Sforza en Milán. Allí construyó el Ospedale Maggiore (alrededor de 1456), que fue planeado racionalmente como una cruz dentro de un cuadrado, con la iglesia del hospital, de planta central, en el centro del plano. Las secciones originales que han sobrevivido de la estructura, muy reformada, muestran el detalle gótico de las tradiciones artesanales del Quattrocento milanés chocando con el diseño de Filarete all' antica (Murray 1963). También trabajó en el Castillo Sforzesco, y en la catedral de Milán. 

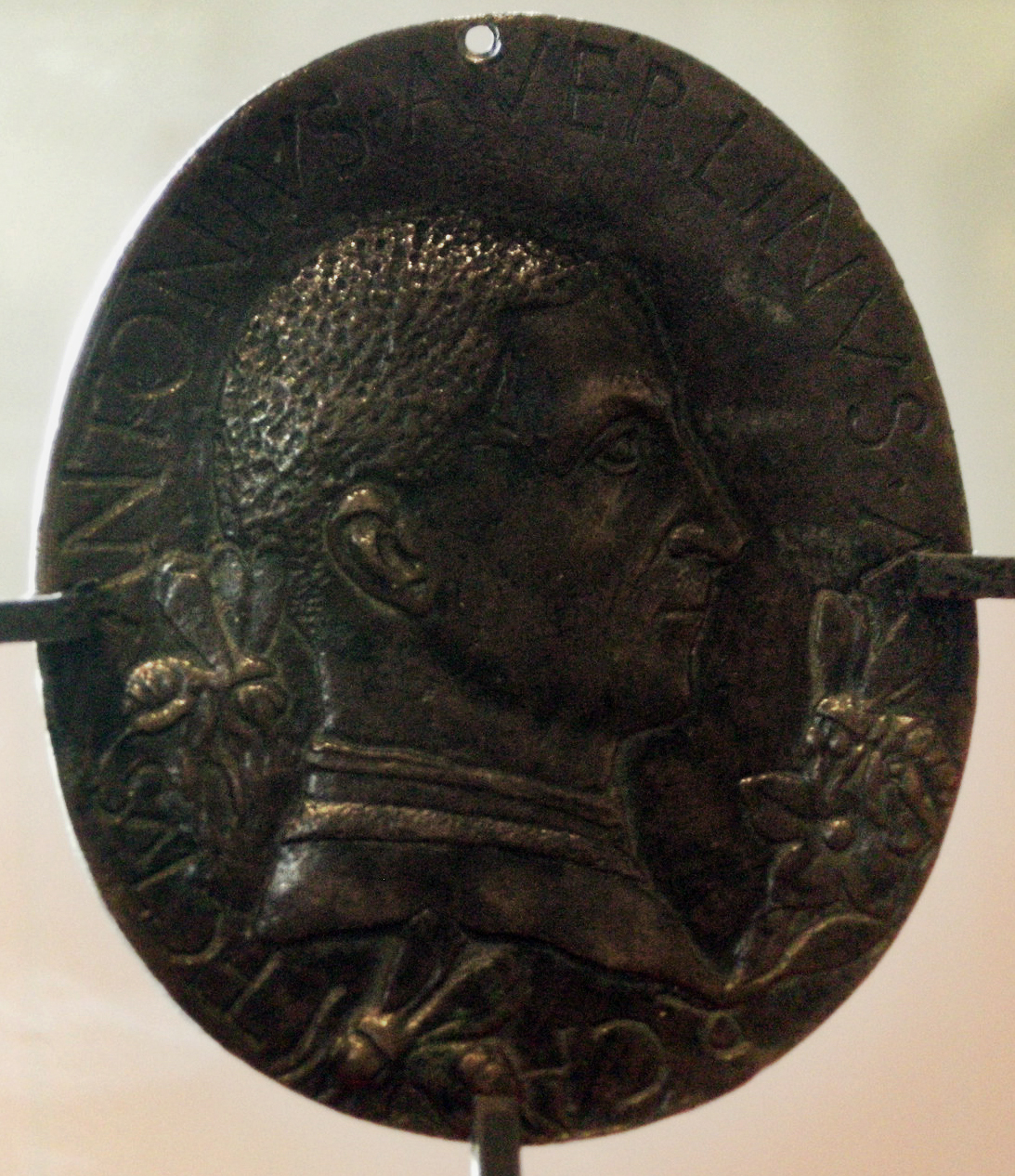
Autorretrato en una medalla.

Filarete fue decisivo en el proyecto urbanístico desarrollado en Milán, plan que buscaba modificar el carácter medieval de dicha ciudad. Dicho plan y su muy signficativo Trattato d'architettura (Tratado de arquitectura), en 25 volúmenes, ratifican su importancia dentro de los arquitectos del Renacimiento.
Dicho Trattato d'architettura lo acabó en torno a 1465; tuvo una amplia divulgación en manuscrito. Un manuscrito profusamente ilustrado del Trattato —el Codex Magliabechiano, de hacia 1465, dedicado a Pedro de Médici y conservado en Florencia—, sugiere que Filarete había perdido el favor en Milán poco después de completar este libro. El estilo que Filarete llamaba el «bárbaro estilo moderno», que instaba a los lectores a que abandonasen, es el estilo gótico del Norte de Italia. 

### Sforzinda
Gran parte de su Trattato, en el que favoreció la forma dialogada —aquí, entre el mecenas y su arquitecto— es un relato detallado de una ciudad imaginaria y en cierto modo mágica, Sforzinda, bautizada así en honor del mecenas de Filarete. 

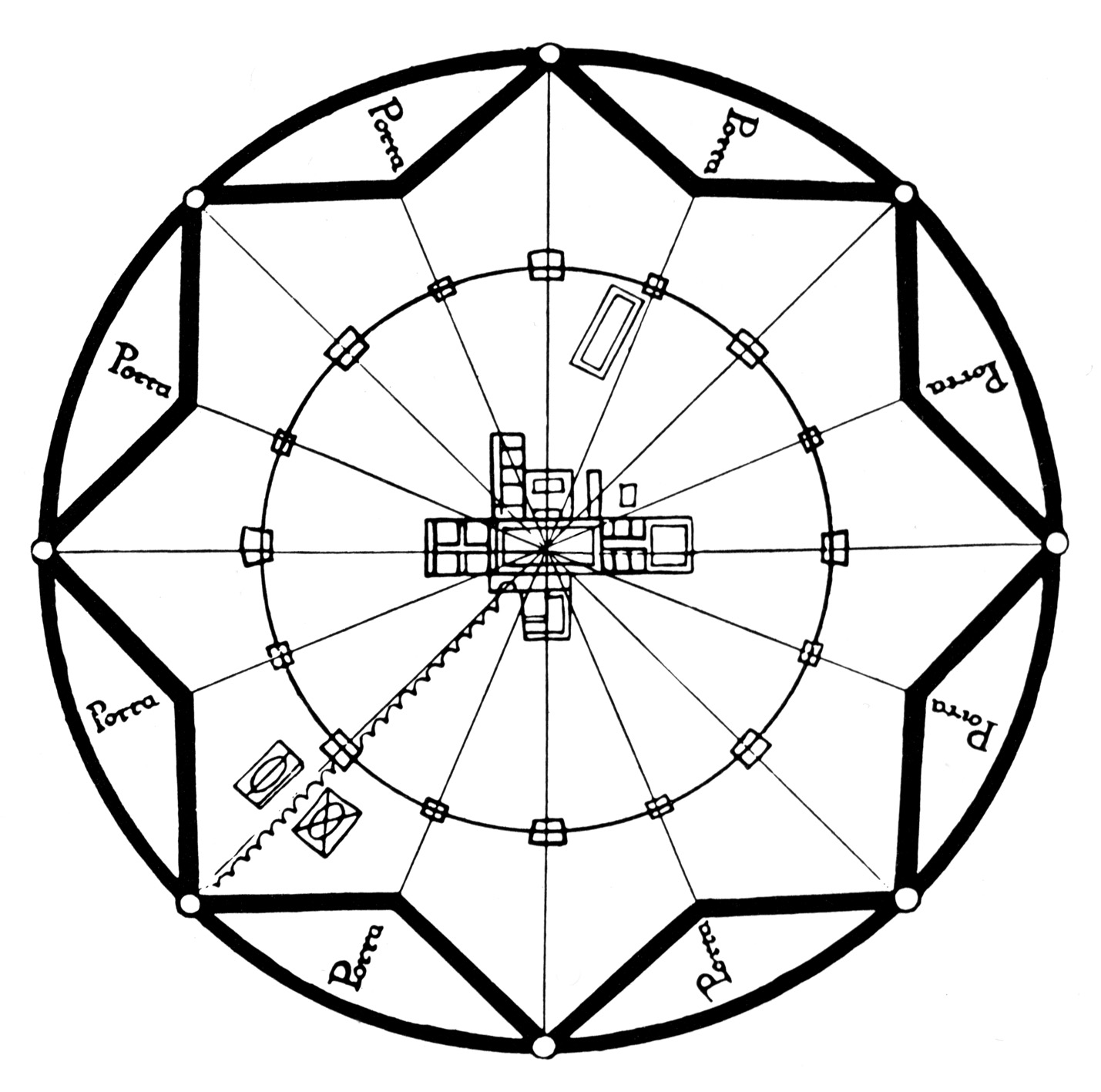
Plano de la ciudad ideal de Sforzinda, 1457.

La ciudad, que él comparaba con un cuerpo humano ideal, se inscribía dentro de una estrella de ocho puntas de muros inscritos dentro de un perfecto foso circular, el primero de muchos planos de ciudades ideales con forma de estrella que reaccionaron contra los espacios populosos e irracionales de la ciudad medieval. Ocho torres se colocan como bastiones en los puntos salientes de la estrella, y ocho puertas eran la salida de avenidas radiales, cada una de las cuales pasaba por una plaza de mercado, dedicadas a distintos géneros. Otras calles radiales tenían las iglesias parroquiales y los conventos. 
Un sistema de canales conectados con el río y el mundo exterior, proporcionaba transporte para las mercancías. En el centro de Sforzinda estaba la piazza formalmente compuesta, un cuadrado doble que era un stadio de largo y medio stadio de ancho, con la catedral en su cabeza y una torre vigía. Los edificios de Sforzinda y su decorado altamente simbólico se describían detalladamente, junto con los cálculos astrológicos requeridos para la armonía, otras materias perfectamente prácticas como fortificaciones, al lado del descubrimiento de un Libro Dorado que detallaba los edificios de la Antigüedad. 
Los aspectos de romance cortesano tardo-gótico de este tratado sobre la arquitectura no fueron del gusto del, más racional, siglo XVI: Giorgio Vasari despreció el tratado de Filarete como «el más ridículo y quizás el más estúpido libro que se haya escrito nunca». Sin embargo, su eco es tal que no ha podido desligarse de la Utopía de Tomás Moro.
La primera publicación del Trattato de Filarete tuvo que esperar a que el manuscrito del Codex Magliabechiano fuese editado por W. von Ottigen, en 1894. En un documental del National Geographic aparece relacionado con la autoría del enigmático Manuscrito Voynich.